# Turiisk
Turiisk (ucraniano: Турі́йськ; polaco: Turzysk) es un asentamiento de tipo urbano de Ucrania perteneciente al raión de Kóvel de la óblast de Volinia.
En 2022 la localidad tenía 5808 habitantes. Desde 2017 es sede de un municipio, que tiene una población total de unos siete mil seiscientos habitantes e incluye 51 pueblos como pedanías.
Se ubica unos 20 km al suroeste de Kóvel, sobre la carretera P15 que lleva a Volodímir.

## Historia
Se conoce la existencia de la localidad en documentos desde el año 1097, cuando se menciona en la Crónica de Néstor. Perteneció al principado de Volinia y posteriormente al principado de Galicia-Volinia, hasta que en 1205 fue tomada por el Gran Ducado de Lituania. Durante siglos albergó una de las principales fortificaciones de la zona y tuvo estatus de miasteczko. En 1759, Augusto III de Polonia le otorgó el Derecho de Magdeburgo. En la partición de 1793 pasó a formar parte del Imperio ruso, que incluyó la zona en la gobernación de Volinia.
En 1920 pasó a formar parte de la Segunda República Polaca, hasta que en 1939 fue anexionada la localidad por la RSS de Ucrania, que le dio el estatus de asentamiento de tipo urbano y estableció en 1940 el raión de Turiisk, que existió hasta 2020. La localidad fue gravemente dañada en la Segunda Guerra Mundial, cuando los invasores alemanes establecieron aquí el centro de operaciones desde el que atacaron a los judíos de la zona; unos nueve mil judíos fueron asesinados en Turiisk por los Einsatzgruppen en 1942, mientras que otros varios miles fueron enviados al oeste para realizar trabajos forzados.